# Sismo de Luzón de 2019
O sismo de Luzón de 2019, foi um sismo de magnitude 6,1 que atingiu a ilha de Luzón, nas Filipinas, em 22 de abril de 2019, deixando pelo menos 18 pessoas mortas e 252 feridas. Apesar do epicentro ter sido localizado em Zambales, a maior parte dos danos em infraestruturas ocorreu na província vizinha de Pampanga, que sofreu prejuízos severos. Na época, foi o sismo mais mortal do ano.

## Terremoto

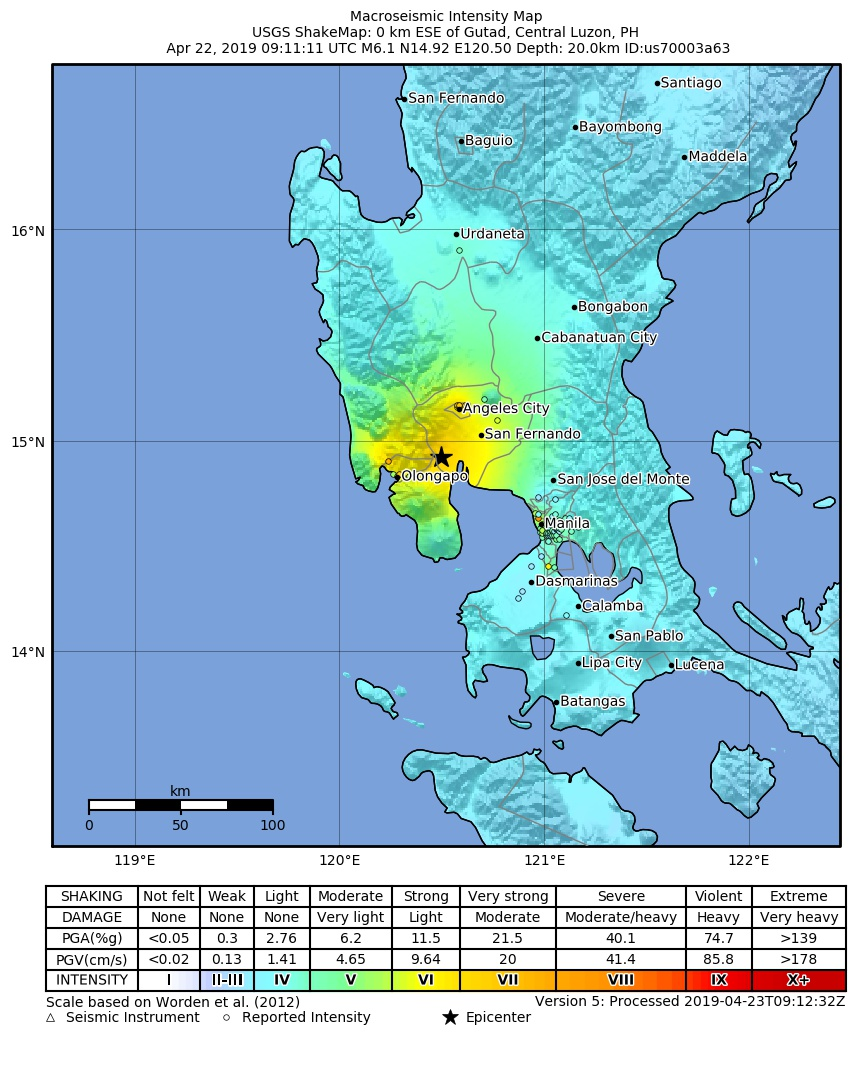
Mapa de agitação do Serviço Geológico dos Estados Unidos para o terremoto de Luzon de 2019; um valor máximo da escala de intensidade de Mercalli de 6,6 foi observado em Gutad, Floridablanca, Pampanga

O Instituto Filipino de Vulcanologia e Sismologia (PHIVOLCS) relatou inicialmente um terremoto de magnitude 5,7 atingindo às 17h11 PST com um epicentro de dois quilômetros N 28 ° E de Castillejos, Zambales. O relatório foi posteriormente revisado para um terremoto de magnitude 6,1 com epicentro 18 quilômetros N 58 ° E de Castillejos. A falha que deu origem ao terremoto ainda está para ser determinada, com os geólogos se concentrando em dois sistemas de falha próximos, a Falha Iba e a Falha Zambales do Leste, tentando determinar a origem do terremoto.

## Vítimas
Em 29 de abril de 2019, o Conselho Nacional de Gestão e Redução de Risco de Desastres confirmou 18 mortes, 3 pessoas desaparecidas e 256 feridos. Dos 18 mortos relatados, 5 foram relatados no Supermercado Chuzon em colapso no município de Porac, 7 foram relatados em outras partes da cidade, 2 em Lubao, 1 em Angeles e 1 em San Marcelino, Zambales.